# Kaprunbahn
| Streckennummer (ÖBB): | 925 01               |                              |                              |
| Streckenlänge: | 6,8 km               |                              |                              |
| Spurweite: | 1435 mm (Normalspur) |                              |                              |
| |                      |                              |                              |
| \| \| \| von Salzburg \| \| \| \| 0,0 \| Bruck-Fusch \| 757 m ü. A. \| \| \| \| nach Tirol \| \| \| \| \| Kapruner Ache \| \| \| \| \| Tunnel in Kaprun (131 m)[1] \| \| \| \| \| Stumpfgleis in Materiallager \| \| \| \| \| \| \| \| \| \| Kapruner Ache \| \| \| \| \| Umspannwerk Kaprun \| 796 m ü. A. \| \| \| 6,8 \| Kraftwerk Kaprun \| 785 m ü. A. \| |                      |                              |                              |
| Strecke von links |                      | von Salzburg                 | von Salzburg                 |
| Bahnhof | 0,0                  | Bruck-Fusch                  | 757 m ü. A.                  |
| Abzweig ehemals geradeaus und nach rechts |                      | nach Tirol                   | nach Tirol                   |
| Brücke über Wasserlauf (Strecke außer Betrieb) |                      | Kapruner Ache                | Kapruner Ache                |
| Tunnel (Strecke außer Betrieb) |                      | Tunnel in Kaprun (131 m)     | Tunnel in Kaprun (131 m)     |
| Abzweig geradeaus und nach links (Strecke außer Betrieb) |                      | Stumpfgleis in Materiallager | Stumpfgleis in Materiallager |
| Verschwenkung von links (Strecke außer Betrieb) · Verschwenkung von rechts (Strecke außer Betrieb) |                      |                              |                              |
| Strecke (außer Betrieb) · Brücke über Wasserlauf (Strecke außer Betrieb) |                      | Kapruner Ache                | Kapruner Ache                |
| Strecke (außer Betrieb) · Betriebs-/Güterbahnhof Streckenende (Strecke außer Betrieb) |                      | Umspannwerk Kaprun           | 796 m ü. A.                  |
| Betriebs-/Güterbahnhof Streckenende (Strecke außer Betrieb) | 6,8                  | Kraftwerk Kaprun             | 785 m ü. A.                  |

Die Kaprunbahn war eine Anschlussgüterbahn zu den Tauernkraftwerken in Kaprun. Sie zweigte im Bahnhof Bruck-Fusch von der Salzburg-Tiroler-Bahn ab und wurde in den 1980er Jahren abgebaut.

## Verlauf
Die Anschlussbahn führte vom Bahnhof Bruck unter der B 311 an die Salzach, deren Verlauf sie 2,3 Kilometer weit folgte. Ab der Kreuzung mit der Schlossstraße wendete sie sich vom Fluss ab und verlief durch das Kapruner Moor in Richtung Kaprun. Dort querte die Trasse am Ortsanfang die Kapruner Ache mit einer Eisenbrücke und führte durch einen Tunnel (47° 16′ 20,7″ N, 12° 45′ 23″ O) unter dem Kapruner Kirchhügel weiter.
Kurz nach dem Tunnel zweigte ein Stumpfgleis in das Materiallager ab, das zu jener Zeit dort noch bestanden hatte. Etwa zwei Kilometer weiter erreichte die Bahnlinie den Werksplatz des Kraftwerkes, auf dem sich ein kleiner Bahnhof mit zwei Gleisen, zwei Stumpfgleisen für Ladezwecke und ein Lokschuppen befanden. Von diesem Bahnhof aus führten zwei weitere Stumpfgleise, eines davon zum Hauptstufenkraftwerk am Talschluss direkt vor der Sigmund-Thun-Klamm und zum Schrägaufzug, der die Rohrleitung begleitete. Es wurde vor allem bei den Transporten der großen Generatoren genutzt. Das andere Stumpfgleis lief äußerst steigungsreich auf der Krapfbrücke über die Kapruner Ache in die so genannte Freiluftanlage. Es diente fast ausschließlich dem Transport von Transformatoren, die mit 16-achsigen Spezialwaggons herangebracht wurden. Um solche Waggons über die Brücke zu schieben, musste immer zusätzlich zu den eigenen Loks eine ÖBB-Lok (meist eine BR 2067) angemietet werden.
Heute ist nur noch im Krafthaus ein kurzer Gleisrest erhalten. Die Weiche mit Schutzweiche im Bahnhof Bruck (Richtung Zell am See) wurde beim Umbau des Bahnhofs 2009/2010 und der Installation von Lärmschutzwänden abgetragen. Teilweise verläuft auf der früheren Trasse heute ein Radweg, auch durch den ebenfalls erhaltenen Tunnel. Die Krapfbrücke in Kaprun wird mittlerweile von der Kapruner Umfahrungsstrasse benutzt.

## Betriebsmittel
Für die Bahn stand hauptsächlich eine WR 360 C (2065.11) zur Verfügung. Später kam eine GEBUS Lok (2981.01 Type DGL81  Bo de, Gebus 555 Baujahr 1954 oder 1955) hinzu. Weiters standen eine kleine Draisine und zwei oder drei Güterwaggons zur Verfügung. Anfangs stand auch eine fabriksneu gekaufte Dampflok der Baureihe 52 im Einsatz. Meist wurden die Güter zwar mit den eigenen Loks, aber auf Wagen anderer Bahnverwaltungen angeliefert. Die WR 360 wurde nach der Schließung der Bahn von der GKB und die GEBUS-Lok von der Fa. Robert Metzger & Co übernommen.

## Betrieb
Mit dem Bau der Kaprunbahn wurde 1940 begonnen. Die teilweise Betriebsaufnahme erfolgte im August 1941, die Fertigstellung im April 1943. In der Bauzeit der Tauernkraftwerke diente die Bahn vor allem für den Transport von Zement, der auf seinem weiteren Weg dann in eine Seilbahn umgeladen wurde um zu den Sperrenbaustellen gebracht zu werden. Zudem wurden auch schwere Güter wie Generatoren und Transformatoren damit zu ihrem Bestimmungsort gebracht.
In der Betriebszeit gab es in den 1960er Jahren an Werktagen mindestens ein Güterzugspaar, mit dem Diesel für die werkseigene Tankstelle und andere Güter herbeigeschafft wurden. Insbesondere waren aber auch in dieser Zeit Transporte von Generatoren oder Trafos (für Reparaturen) nur per Bahn möglich. Nach dem Großbrand im Kraftwerk Ende der 1960er Jahre gab es die letzten großen Transporte dieser Art auf der Bahn. Nach der Stilllegung der Bahn musste deshalb eine Straßenbrücke für die Schwertransporte verstärkt werden.